# Полска азбука
Полската азбука се основава на латиницата. Тя се състои от 35 самостоятелни букви, от които 9 имат диакритични знаци. В езика също така се използват и 8 основни буквосъчетания от 2 и 3 букви, които не притежават статут на самостоятелни знаци.

## Азбука
| Главни букви | A | Ą | B | C | Ć | D | E | Ę | F | G | H | I | J | K | L | Ł | M | N | Ń | O | Ó | P | Q | R | S | Ś | T | U | V | W | X | Y | Z | Ź | Ż |
| Малки букви  | a | ą | b | c | ć | d | e | ę | f | g | h | i | j | k | l | ł | m | n | ń | o | ó | p | q | r | s | ś | t | u | v | w | x | y | z | ź | ż |

За присъщите особености на полския език са използвани диакритически знаци, добавени към някои от стандартните латински букви. Всяка буква може да бъде под формата на главна или малка буква, като главната буква Y се среща само в изключения, напр. в заемки и исторически правопис. Буквите Ą, Ę, Ń и Y не се употребяват в началото на думите. Те могат да бъдат изписани с главни букви само когато цялата дума е написана с главни букви. Q, V и X се използват единствено за правилното изписване на думи или имена от чуждестранен произход, които не са полонизирани.
Опашката под Ą и Ę исторически означава назално произношение; на български и руски се предава чрез вмъкване на H или M (ако е преди B или P), дори ако сега няма нищо наистина назално в произношението.
Щрихът, изписан като знак за ударение над съгласните C, N, S, Z означава тяхната „мекота“ (в смисъл: на слух Ć, Ś, Ź са по-близо до Ч, Ш, Ж, отколкото до Ц, С, З) и се използва само в края на думата и пред съгласни. Преди гласните щрихът не се пише, а буквата i или нейната комбинация с гласни показва мекота: koń (кон) – koni (коне) – konia (коня).
Исторически твърдото Żż понякога се изписва като Z̒z̒. (Да не се бърка с мекото Źź.) Друг вариант, използван и днес, е Ƶƶ с черта в средата.
Буквата Ó се чете като U и така се произнася и на български. Разликата между тях е само историческа: Ó не обозначава оригиналния звук [u], а сравнително наскоро променен от [o] (при словообразуване и флексия често се редува с непромененото O: Kraków - w Krakowie, krakowski).
При предаване на полски имена и заглавия на български език не се вземат предвид много характеристики на произношението: например, горните Ć, Ś, Ź се произнасят не като съскави Ц, С, З, а като свистящи Ч, Ш, Ж; не се произнася обеззвучаването на съгласни в края на думата, буквата Ł се произнася като Л, а не като У и т. н. Освен това, полските фамилни имена, завършващи на -ki / -ka на български се произнасят със същите окончания (например Войчех Ярузелски, Барбара Брилска).
| Главна буква | Малка буква | На полски се се назовава | Обикновено представя звука | По звук отговаря на кирилската буква | Други звукови значения                                  |
| ------------ | ----------- | ------------------------ | -------------------------- | ------------------------------------ | ------------------------------------------------------- |
| A            | a           | а                        | /a/                        | А, а                                 |                                                         |
| Ą            | ą           | он                       | /ɔ̃/                        | Ѫ, ѫ                                 |                                                         |
| B            | b           | бе                       | /b/                        | Б, б                                 | /p/                                                     |
| C            | c           | це                       | /t̪͡s̪/                       | Ц, ц                                 | /d̪͡z̪/. Виж също и двузнаците ch, cz, ci.                 |
| Ć            | ć           | ч                        | /t͡ɕ/                       | Ч, ч                                 | /d͡ʑ/                                                    |
| D            | d           | де                       | /d̪/                        | Д, д                                 |                                                         |
| E            | e           | е                        | /ɛ/                        | Е, е                                 | /e/                                                     |
| Ę            | ę           | ен                       | /ɛ̃/                        | Ѧ, ѧ                                 |                                                         |
| F            | f           | еф                       | /f/                        | Ф, ф                                 | /v/                                                     |
| G            | g           | гйе                      | /ɡ/                        | Г, г                                 | /k/ Виж също gi.                                        |
| H            | h           | ха                       | /x/                        | Х, х                                 | /ɣ/, /ɦ/ сред малък брой диалекти.                      |
| I            | i           | и                        | /i/                        | И, и                                 | /j/ преди съгласна.                                     |
| J            | j           | йот                      | /j/                        | Й, й                                 |                                                         |
| K            | k           | ка                       | /k/                        | К, к                                 | /g/. Виж също и ki.                                     |
| L            | l           | ель                      | /l/                        | Љ, љ                                 | Може да приеме значението на /lʲ/ в източните диалекти. |
| Ł            | ł           | ел                       | /w/                        | Л, л                                 | Може да приеме значението на /ɫ̪/ в източните диалекти.  |
| M            | m           | ем                       | /m/                        | М, м                                 | /ɱ/ пред лабиодентални съгласни.                        |
| N            | n           | ен                       | /n̪/                        | Н, н                                 | /n̺/                                                     |
| Ń            | ń           | ни                       | /ɲ̟/                        | Њ, њ                                 | /j̃/                                                     |
| O            | o           | о                        | /ɔ/                        | О, о                                 | /o/                                                     |
| Ó            | ó           | "о" с крескон            | /u/                        | У, у                                 | /ʉ/                                                     |
| P            | p           | пе                       | /p/                        | П, п                                 | /b/                                                     |
| R            | r           | ер                       | /r/                        | Р, р                                 | Често /ɾ/ при бързо говорене. Виж също и rz.            |
| S            | s           | ес                       | /s̪/                        | С, с                                 | Виж също и sz, si.                                      |
| Ś            | ś           | ш                        | /ɕ/                        | Ш, ш                                 | /ʑ/                                                     |
| T            | t           | те                       | /t̪/                        | Т, т                                 |                                                         |
| U            | u           | у                        | /u/                        | У, у                                 | /ʉ/, понякога и /w/ след гласни звукове.                |
| W            | w           | ву                       | /v/                        | В, в                                 | /f/                                                     |
| Y            | y           | игрек, ы                 | /ɘ̟/                        | Ы, ы                                 |                                                         |
| Z            | z           | зет                      | /z̪/                        | З, з                                 | /s̪/                                                     |
| Ź            | ź           | жйет                     | /ʑ/                        | Ж, ж                                 | /ɕ/. Виж също и dź.                                     |
| Ż            | ż           | жет                      | /ʐ/                        | Ж, ж                                 | /ʂ/. Виж също и dż.                                     |

## Буквосъчетания
В полския език се използват следните основни буквосъчетания от 2 и 3 букви, които не притежават статут на самостоятелни знаци: 
- 7 диграфа: CH, CZ, DZ, DŻ, DŹ, RZ, SZ;
- 1 триграф: DZI.

| Буквосъчетание | Звук на полски | Сходен български звук | Пример                                                         | Забележка                                                                |
| -------------- | -------------- | --------------------- | -------------------------------------------------------------- | ------------------------------------------------------------------------ |
| CH             | [x]            | Беззвучна ⟨x⟩         | chleb [chleb] — [хлеб] (хляб)                                  |                                                                          |
| CZ             | [ʈʂ]           | [тш]                  | miecz — [миетш] (меч)                                          | произнася се слято, твърдо [ч]                                           |
| DZ             | [ʣ]            | [дз]                  | bardzo — [бардзо] (много)                                      | произнася се слято                                                       |
| DŻ             | [ɖʐ]           | [дж]                  | dżdżysty — [джъйстъй] (дъждовно)                               | произнася се слято                                                       |
| DŹ             | [ʥ]            | [джь, чж]             | dźwig — [джьвиг], [чжвиг] (кран)                               | произнася се слято; съчетание dzi — джь + йотирана буква (е, я, ю) или и |
| RZ             | [ʐ], [ʂ]       | [ж], [ш]              | rzeka — [жека] (река), przekrój — [пшекруй] (напречно сечение) | [ж]; след глухи съгласни се чете като [ш]                                |
| SZ             | [ʂ]            | [ш]                   | szkoła — [шкоўа] (училище)                                     |                                                                          |
| DZI            |                |                       |                                                                |                                                                          |

Не всяка ситуация на комбинацията от букви rz е ситуация на диграфа rz, защото в думи като „marznie“, „mierzi“ или „Tarzan“ има двойки звуци r + z / r + ź. По същия начин, в случай на комбинация от букви dz, първата от тях може да бъде елемент от префикса „od“, например „odznaczyć“ (премахнете отметката) .
Съчетанието cj в думи от латински произход според стария правопис се е изписвало като cy (срв.: kompozycya и съвременното kompozycja).
Знакът i омекотява някои от предходните съгласни или групи съгласни. Пред гласна обикновено не се чете и се използва само за писане на омекотяване. Комбинации от съгласни, включващи I, могат да се разглеждат като ди-, три- и тетраграфи: CI (=Ć), DZI (=DŹ), NI (=Ń), SI (=Ś), ŚCI (=ŚĆ), ZI (= Ź ), ŹDZI (=ŹDŹ), както и комбинации GIE/GIĘ и KIE/KIĘ.
В редки случаи комбинации от омекотени букви с IA / IĄ, IO, IU също могат да се считат за такива (без произнасянето на I като гласна и ако не е причислено към горните основни ди-, три- и тетраграфи). За подробно описание на ролята на диграфите в произношението вижте статията в Уикиречник. В полския правопис има и тризнака dzi и омекотявания: ci, ni, si, zi. 